# Garcinia paucinervis
Garcinia paucinervis är en tvåhjärtbladig växtart som beskrevs av Woon Young Chun och Foon Chew How. Garcinia paucinervis ingår i släktet Garcinia och familjen Clusiaceae. Inga underarter finns listade i Catalogue of Life.